# Willemijn Bos
Willemijn Bos (Drente, 2 de mayo de 1988) es una exjugadora neerlandesa de hockey sobre césped.

## Trayectoria
Bos tuvo su primera participación olímpica en Río 2016, ya que antes del inició de Londres 2012 tuvo una lesión que le impidió disputar el torneo. En su primer juego olímpico llegó a la final del certamen, pero perdió ante Reino Unido y obtuvo la medalla de plata.